# FC Iskra Rîbnița
FC Iskra Rîbnița este un club de fotbal din Republica Moldova, cu baza la Rîbnița. Activează în Liga 1, a doua ligă a fotbalului din Moldova.

## Palmares
- Liga 2 a Moldovei

Câștigători (1): 2022-23